# Monasterio de la Madre de Dios (Burgos)
El monasterio de la Madre de Dios de Burgos es un cenobio de monjas agustinas ermitañas, sito en la calle Francisco Salinas de la capital burgalesa (Comunidad de Castilla y León, España). 

## Historia
El primer monasterio fue establecido mediante ayuda de don Juan Martínez de San Millán en 1558 en la calle Calera y en 1615 fue trasladado al lugar que ocupó el Hospital de San Lucas, a continuación del cuartel de Caballería (dicho cuartel se encontraba en el solar donde hoy se asienta el Museo de la Evolución Humana). Con ocasión de la Guerra de la Independencia el convento sufrió numerosos desperfectos y hasta 1814 no pudieron volver a ocuparlo, aunque finalmente hubieron de abandonarlo por exigencias del ensanche de la ciudad.

## Monasterio actual
El convento actual es un sencillo edificio situado en la calle Francisco Salinas, en el barrio San Pedro de la Fuente. Este edificio fue inaugurado en 1924 como la fábrica de Jabones Bonifacio Izquierdo, y fue comprado por las monjas en 1968. 

## Horario de ceremonias religiosas
- Laborables: misa a las 9:00 horas
- Festivos: misa a las 12:00 horas